# Postville, Iowa
Postville är en ort i Allamakee County i delstaten Iowa, USA.